# DISTANCE (五十嵐浩晃のアルバム)
『DISTANCE』（ディスタンス）は、五十嵐浩晃の7枚目のオリジナル・アルバム。1988年10月21日にアポロン / Radio Cityから発売された。

## 概要
1983年に発売されたアルバム『そよ風の頃』以来約5年ぶりとなるオリジナル・アルバムで、CBSソニーからアポロンに移籍後初のアルバムとしてリリースされた。
2020年頃から、YouTubeにて当アルバムと、次作の『DESTINATION』をアップロードしたところ、世界中でシティ・ポップの流行もあってか、2021年2月時点で再生回数が当アルバムが12,000回、『DESTINATION』で4万回を超え、外国人を中心にブームとなっている。これに対し、五十嵐は「発売して30数年経っていてもこうしてアルバムを外国の皆さんに聞いて貰える喜びは筆舌に尽くしがたい」とコメントし、続けて「このアルバムに関係したレコード会社スタッフ、エンジニアのビル・ドレッシャーさん、アレンジャーの鈴木茂さんと西本明さん、スタジオ・ミュージシャンの方々に大感謝です」と制作関係者へ感謝の意を、自身のFacebookにて投稿した。

## 批評
| 専門評論家によるレビュー | 専門評論家によるレビュー |
| レビュー・スコア         | レビュー・スコア         |
| 出典                     | 評価                     |
| ------------------------ | ------------------------ |
| CDジャーナル             | 肯定的                   |

CDジャーナルは、「青春を目一杯に謳歌していた頃の五十嵐浩晃と違い、傷のいたみも知ってしまった青年の影といったものが見られ、元気な頃を懐かしく感じる大人になった青年の歌になっている。お洒落気分を刺激するポップ感覚に、ちょっと哀しい気分が加味されている。」と肯定的に評価している。

## 収録曲

### LPレコード盤
| 全作曲: 五十嵐浩晃。 |                            |            |            |        |      |
| #                    | タイトル                   | 作詞       | 作曲・編曲 | 編曲   | 時間 |
| 1.                   | 「サマー・トワイライト」   | 松本隆     | 五十嵐浩晃 | 鈴木茂 | 4:55 |
| 2.                   | 「MUSIC」                  | 小林和子   | 五十嵐浩晃 | 西本明 | 3:56 |
| 3.                   | 「Song of Love」           | 五十嵐浩晃 | 五十嵐浩晃 | 西本明 | 3:28 |
| 4.                   | 「DISTANCE」               | 松本隆     | 五十嵐浩晃 | 鈴木茂 | 4:22 |
| 5.                   | 「レイクサイド・メモリー」 | 小林和子   | 五十嵐浩晃 | 西本明 | 4:51 |
| 合計時間:            | 合計時間:                  | 合計時間:  | 合計時間:  | 21:32  |      |

| 全作曲: 五十嵐浩晃。 |                                      |                      |            |        |      |
| #                    | タイトル                             | 作詞                 | 作曲・編曲 | 編曲   | 時間 |
| 1.                   | 「風のデュエット」                   | 小林和子             | 五十嵐浩晃 | 西本明 | 4:31 |
| 2.                   | 「再会」                             | 松本隆               | 五十嵐浩晃 | 鈴木茂 | 4:52 |
| 3.                   | 「10年後」                           | 小林和子             | 五十嵐浩晃 | 鈴木茂 | 4:36 |
| 4.                   | 「愛する人と」                       | 五十嵐浩晃           | 五十嵐浩晃 | 鈴木茂 | 4:16 |
| 5.                   | 「二人だけのX'mas」(Duet with Rajie) | 小林和子・五十嵐浩晃 | 五十嵐浩晃 | 西本明 | 4:35 |
| 6.                   | 「New Yearを迎えるために」           | 小林和子             | 五十嵐浩晃 | 西本明 | 4:34 |
| 合計時間:            | 合計時間:                            | 合計時間:            | 合計時間:  | 27:24  |      |

### CD盤
| 全作曲: 五十嵐浩晃。 |                                      |                      |            |        |      |
| #                    | タイトル                             | 作詞                 | 作曲・編曲 | 編曲   | 時間 |
| 1.                   | 「サマー・トワイライト」             | 松本隆               | 五十嵐浩晃 | 鈴木茂 | 4:55 |
| 2.                   | 「MUSIC」                            | 小林和子             | 五十嵐浩晃 | 西本明 | 3:56 |
| 3.                   | 「Song of Love」                     | 五十嵐浩晃           | 五十嵐浩晃 | 西本明 | 3:28 |
| 4.                   | 「DISTANCE」                         | 松本隆               | 五十嵐浩晃 | 鈴木茂 | 4:22 |
| 5.                   | 「レイクサイド・メモリー」           | 小林和子             | 五十嵐浩晃 | 西本明 | 4:51 |
| 6.                   | 「風のデュエット」                   | 小林和子             | 五十嵐浩晃 | 西本明 | 4:31 |
| 7.                   | 「再会」                             | 松本隆               | 五十嵐浩晃 | 鈴木茂 | 4:52 |
| 8.                   | 「10年後」                           | 小林和子             | 五十嵐浩晃 | 鈴木茂 | 4:36 |
| 9.                   | 「愛する人と」                       | 五十嵐浩晃           | 五十嵐浩晃 | 鈴木茂 | 4:16 |
| 10.                  | 「二人だけのX'mas」(Duet with Rajie) | 小林和子・五十嵐浩晃 | 五十嵐浩晃 | 西本明 | 4:35 |
| 11.                  | 「New Yearを迎えるために」           | 小林和子             | 五十嵐浩晃 | 西本明 | 4:34 |
| 合計時間:            | 合計時間:                            | 合計時間:            | 合計時間:  | 48:56  |      |

## 楽曲解説
1. サマー・トワイライト
  - 先行シングル。
2. MUSIC
  - 「再会」のB面（カップリング曲）。
3. Song of Love
4. DISTANCE
5. レイクサイド・メモリー
6. 風のデュエット
7. 再会
  - 1989年1月21日に、12枚目のシングルとしてリカットされた。
  - 五十嵐自身の実話を元に松本隆が作詞し、ホテルのレストランで打ち合わせをしている時に出来上がったという[4]。
8. 10年後
9. 愛する人と
10. 二人だけのX'mas (Duet with Rajie)
  - 「サマー・トワイライト」のB面（カップリング曲）。
  - Rajieとのデュエット。
11. New Yearを迎えるために

## 参加ミュージシャン
| サマー・トワイライト - Drums：島村英二 - Bass：岡沢章 - E.Guitar：鈴木茂 - Keyboards：難波正司 - Synthesizer Operation：Yo Yamada - Percussion：浜口茂外也 - Background Vocals：五十嵐浩晃 MUSIC - Drums：青山純 - Bass：本田達也 - E.Guitar：長田進 - Keyboards：西本明 - Synthesizer Operation：瀬川英史 - Trumpet：数原晋 - Saxophone：Jake H. Concepcion - Background Vocals：五十嵐浩晃 Song of Love - Drums：江口信夫 - Bass：美久月千晴 - A.Guitar, E.Guitar：長田進 - Keyboards：西本明 - Synthesizer Operation：瀬川英史 - Background Vocals：五十嵐浩晃 DISTANCE - Drums：青山純 - Bass：岡沢章 - A.Guitar：吉川忠英 - E.Guitar：鈴木茂 - Keyboards：倉田信雄 - Synthesizer Operation：深沢順, 鳥山敬治 - Percussion：浜口茂外也 - Background Vocals：Rajie, 比山貴咏史, 木戸やすひろ レイクサイド・メモリー - Drums：江口信夫 - Bass：本田達也 - E.Guitar：長田進 - Keyboards：西本明 - Synthesizer Operation：石川鉄男, 瀬川英史 - Saxophone：後藤輝夫 | 風のデュエット - Drums：江口信夫 - Bass：本田達也 - E.Guitar：長田進 - Keyboards：西本明 - Synthesizer Operation：石川鉄男, 瀬川英史 - Trombone：数原晋 - Saxophone：Jake H. Concepcion - Background Vocals：Rajie, 五十嵐浩晃 再会 - Drums：青山純 - Bass：美久月千晴 - A.Guitar：笛吹利明 - E.Guitar：鈴木茂 - Keyboards：難波正司 - Synthesizer Operation：Yo Yamada - Saxophone：Jake H. Concepcion - Percussion：浜口茂外也 - Strings：Kato Joe Group 10年後 - Drums：島村英二 - Bass：岡沢章 - A.Guitar：安田裕美 - E.Guitar：鈴木茂 - Keyboards：大谷和夫, 倉田信雄 - Synthesizer Operation：鳥山敬治, 北城浩志 - Saxophone：Jake H. Concepcion - Percussion：浜口茂外也 - Background Vocals：Rajie 二人だけのX'mas - Drums：青山純 - Bass：美久月千晴 - A.Guitar：笛吹利明 - A.Guitar, E.Guitar：鈴木茂 - Keyboards：難波正司, 倉田信雄 - Synthesizer Operation：Yo Yamada, 鳥山敬治 - Percussion：浜口茂外也 - Duet：Rajie - Background Vocals：Rajie, 比山貴咏史, 木戸やすひろ, 広谷順子, 五十嵐浩晃 New Yearを迎えるために - Drums：青山純 - Bass：本田達也 - E.Guitar：長田進 - Keyboards：西本明 - Synthesizer Operation：瀬川英史 - Background Vocals：Rajie, 広谷順子 |